# Bulls on Parade
Bulls on Parade is een single uit 1996 van de Amerikaanse rockband Rage Against the Machine. Het is de eerste single van het tweede album van de band, Evil Empire. Bulls on Parade is een van de bekendste nummers van de band. Het bevat een ongebruikelijke solo van Tom Morello, waarbij hij geluiden vergelijkbaar met een draaitafel maakt. Het Amerikaanse blad Guitar World plaatste de gitaarsolo van Morello in dit nummer op #23 in de lijst 100 beste gitaarsolo's ooit.. Ook stond Bulls on Parade op nummer 15 in de lijst van 40 beste metalsongs, samengesteld door VH1.
De teksten van het nummer gaan over het zogenaamde Militair-industrieel complex. Deze term werd voor het eerst gebruikt door toenmalig president Dwight D. Eisenhower. Tijdens zijn afscheidsrede in 1961 waarschuwde hij de Amerikanen voor een vervlechting van de belangen en de invloed van het militair-industrieel complex. De band beweert dat de Amerikaanse industrie (en dan met name de wapenindustrie) het leger steun geeft, omdat zij voor extra inkomsten zorgen. Mochten de Amerikanen meer geld in de (wapen)industrie stoppen, dan zullen zij meer verdienen. Daarbij wordt volgens de band een bepaalde angst voor terrorisme in de bevolking gemengd, waardoor zij eerder in staat zijn een oorlog te steunen..
Bulls on Parade behaalde in Groot-Brittannië de hitlijsten, in tegenstelling tot in de Verenigde Staten. De single kwam wel op plaats 11 in de Modern U.S. Tracks-lijst en op nummer 36 in de Mainstream U.S. Tracks-lijst.

## Tracks
1. "Bulls on Parade"
2. "Hadda be Playing on the Jukebox (live)"

## Trivia
- Sinds 2004 bestaat er een Belgische band genaamd Bulls On Parade. Zij zijn een coverband die uitsluitend nummers van Rage Against the Machine spelen.
- Bulls on Parade was een van de nummers die Audioslave tijdens concerten speelde. Het ging hier om een instrumentale versie. Andere RATM-nummers die Audioslave ten gehore bracht waren Sleep Now in the Fire en Killing in the Name.